# Cytheretta edwardsi
Cytheretta edwardsi är en kräftdjursart som först beskrevs av Joseph Augustine Cushman 1906.  Cytheretta edwardsi ingår i släktet Cytheretta och familjen Cytherettidae. Inga underarter finns listade i Catalogue of Life.